# Enhanced Telecom Operations Map

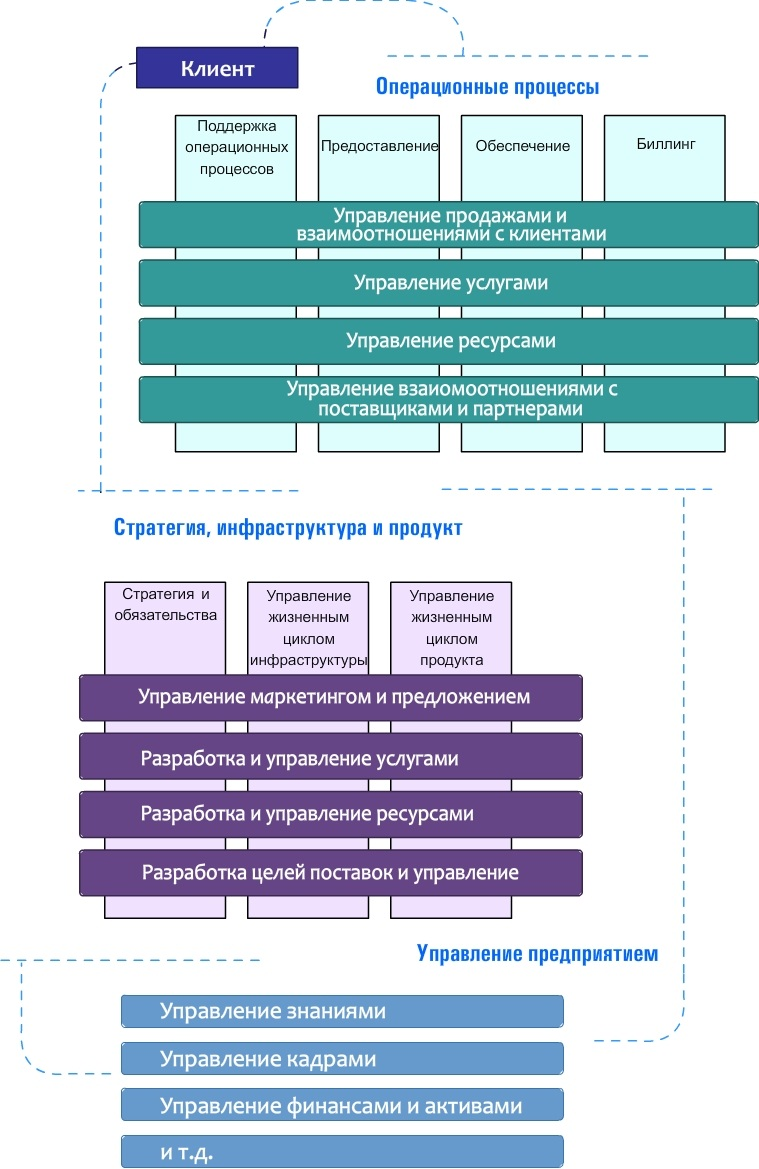
Premier niveau de la hiérarchie de décomposition des processus métier dans eTOM.

eTOM (Enhanced Telecom Operations Map) est un cadre de référence de processus destiné aux opérateurs de télécommunications. C'est un standard industriel du TM Forum adopté par l'Union Internationale des Télécommunications en 2004. La version actuelle est la version 16.5.  Le cadre de processus est compatible avec ITIL.